# Катрі Гелена
Катрі Гелена (Катрі-Гелена Калаоя, фін. Katri Helena Kalaoja; нар. 17 березня 1945, Тохмаярві, Фінляндія) — фінська співачка, акторка і громадська діячка.

## Кар'єра
Катрі Гелена з'явилася на фінській естраді в 1960-х роках. 1969 року вона взяла участь у міжнародному фестивалі пісні в Сопоті. Двічі, в 1979 і 1993-му роках, представляла Фінляндію на пісенному конкурсі Євробачення.
Найбільшу популярність співачці принесла пісня Anna mulle tähtitaivas («Подаруй мені зоряне небо»), написана композитором Есою Емінемом 1992 року. Пісню було продано в кількості понад 100 тисяч копій.
Має трьох дітей: двох дочок і сина. Син — Юха Калаоя помер від серцевого нападу 29 квітня 2009 року, у віці 33 років.

## Дискографія
- Vaalea valloittaja (1964)
- Puhelinlangat laulaa (1965)
- Katri Helena (1966)
- Katupoikien laulu (1967)
- Paikka auringossa (1968)
- Ei kauniimpaa (1969)
- Kai laulaa saan (1971)
- Lauluja meille kaikille (1972)
- Kakarakestit (1973)
- Kun kohdattiin (1973)